# Кюстендил (община)
Община Кюстендил се намира в Западна България и е една от съставните общини на област Кюстендил.

## География

### Географско положение, граници, големина
Общината е разположена в западната част на област Кюстендил. С площта си от 979,915 km2 е най-голямата община в областта, което съставлява 32,11% от територията на областта и една от най-големите в България (11-о място). Границите ѝ са следните:
- на север – община Трекляно;
- на юг – община Бобошево;
- на североизток – община Земен и община Радомир, област Перник;
- на изток – община Бобов дол;
- на югоизток – община Невестино;
- на югозапад – Северна Македония;
- на северозапад – Република Сърбия.

### Природни ресурси

#### Релеф
Релефът на община Кюстендил е равнинен, хълмист и планински. Тя се намира в историко-географската област Краище.
Централната и източна част на общината е заета от обширната, равна и слабо наклонена на югоизток Кюстендилската котловина с надморска височина от 470 до 870 m. В най-югоизточната ѝ част, в коритото на река Струма, източно от село Нови чифлик се намира най-ниската точка на общината – 447 m н.в.
На запад от котловината, между десните притоци на Струма – реките Соволянска Бистрица и Банщица (Глогошка река) се издига куполообразната планина Лисец с връх Връшник (1500 m). Западно от нея е разположена малката и висока (800 – 1000 m) Каменишка котловина, която се отводнява от горното течение на река Соволянска Бистрица и нейните притоци.
Южно от двете котловини и планината Лисец се извисява високата Осоговска планина. Тя се свързва на север с планината Лисец чрез седловината Вратца В пределите на общината и на България попадат нейните крайни североизточни части с най-високия ѝ връх Руен (2251 m), разположен на границата със Северна Македония.
Между Каменишката котловина и планината Лисец на югоизток и долината на река Драговищица (десен приток на Струма) на север, по границата с Република Сърбия в пределите на община Кюстендил попада югоизточната част на Чудинска планина. Нейната максимална височина е връх Арамлия (1496 m), разположен на граничната бразда, на около 1 km северозападно от село Гурбановци.
Северно от река Драговищица и западно от нейния ляв приток Уйнешка река, отново по границата със Сърбия се простират югоизточните склонове на Изворска планина с връх Плазая (1087 m), разположен западно от с. Горно Уйно в близост до границата.
Между Земенския пролом на река Струма на изток, река Драговищица на юг и притокът ѝ Уйнешка река на запад в северната част на община Кюстендил попадат южните части на Земенска планина. Нейната максимална височина в пределите на общината е Силни връх (1245 m), издигащ се северозападно от пролома.
И накрая, на изток от Земенския пролом и северно от Кюстендилската котловина, в североизточната част на общината се простират югозападните части на Конявска планина с двата си най-високи дяла – Риша планина (връх Риш, 1443 m) и Централния (Виденски дял, връх Виден, 1487 m), разположен северно от села Таваличево.

#### Води
Основна водна артерия на община Кюстендил е река Струма, която протича през нея от север-северозапад на юг-югоизток с част от горното си течение. Реката навлиза в общината югозападно от град Земен и се насочва на юг през забележителния Земенски пролом. При село Раждавица излиза от пролома, завива на югоизток и прекосява централната част на Кюстендилската котловина. Източно от село Нови чифлик навлиза в община Невестино. При преминаването си през общината Струма получава един по-голям ляв приток – река Шегава (в Конявска планина) и шест по-големи десни притоци: Бресница, Драговищица (долното течение, води началото си от Сърбия), Соволянска Бистрица, Банщица (Глогошка река), Новоселска река и Берсинска река (цялите течения на последните четири реки са в пределите на общината).
Най-южната част на общината, землищата на селата Сажденик, Цървена ябълка и Савойски се отводняват от най-горното течение на друг голям десен приток на Струма – река Елешница.

## Население

### Етнически състав (2011)
Численост и дял на етническите групи според преброяването на населението през 2011 г.:
|                     | Численост | Дял (в %) |
| Общо                | 60 681    | 100,00    |
| Българи             | 52 496    | 86,51     |
| Турци               | 30        | 0,05      |
| Цигани              | 5 210     | 8,59      |
| Други               | 178       | 0,29      |
| Не се самоопределят | 315       | 0,52      |
| Неотговорили        | 2 952     | 4,86      |

### Населени места
Общината има 72 населени места с общо население 49 080 души към 7 септември 2021 г.
| Населено място      | Население (2021 г.) | Площ на землището km2 | Забележка (старо име)  | Населено място   | Население (2021 г.) | Площ на землището km2 | Забележка (старо име)           |
| ------------------- | ------------------- | --------------------- | ---------------------- | ---------------- | ------------------- | --------------------- | ------------------------------- |
| Багренци            | 581                 | 8,137                 |                        | Лелинци          | 16                  | 5,633                 |                                 |
| Берсин              | 170                 | 10,740                |                        | Леска            | -                   | 7,778                 |                                 |
| Блатец              | 9                   | 7,459                 |                        | Лисец            | -                   | 7,501                 |                                 |
| Бобешино            | 8                   | 14,506                |                        | Лозно            | 706                 | 11,610                |                                 |
| Богослов            | 286                 | 31,243                |                        | Ломница          | 2                   | 13,534                |                                 |
| Буново              | 23                  | 20,437                |                        | Мазарачево       | 32                  | 17,937                |                                 |
| Вратца              | 185                 | 18,103                | Вратица, Враца, Мирово | Николичевци      | 362                 | 5,719                 |                                 |
| Гирчевци            | 139                 | 2,563                 |                        | Нови чифлик      | 159                 | 3,050                 |                                 |
| Горановци           | 81                  | 20,486                |                        | Ново село        | 14                  | 33,724                |                                 |
| Горна Брестница     | 50                  | 7,724                 |                        | Пиперков чифлик  | 813                 | 3,564                 |                                 |
| Горна Гращица       | 295                 | 12,153                |                        | Полетинци        | 6                   | 9,877                 |                                 |
| Горно Уйно          | 15                  | 27,057                |                        | Полска Скакавица | 19                  | 33,333                |                                 |
| Грамаждано          | 283                 | 6,935                 |                        | Преколница       | 72                  | 17,977                |                                 |
| Граница             | 478                 | 14,300                |                        | Радловци         | 107                 | 11,545                |                                 |
| Гурбановци          | 1                   | 5,721                 |                        | Раждавица        | 224                 | 15,562                | Ръждавица                       |
| Гърбино             | 6                   | 15,796                |                        | Раненци          | 88                  | 43,962                | Ранинци                         |
| Гърляно             | 77                  | 11,851                |                        | Режинци          | -                   | 3,790                 | Ръжинци                         |
| Гюешево             | 168                 | 17,256                |                        | Ръсово           | 18                  | 9,508                 |                                 |
| Дворище             | 128                 | 5,823                 |                        | Савойски         | -                   | 18,283                | Ат кория                        |
| Дождевица           | -                   | 8,554                 | Дъждевица              | Сажденик         | 2                   | 31,241                |                                 |
| Долна Гращица       | 77                  | 4,998                 |                        | Скриняно         | 204                 | 7,265                 |                                 |
| Долно село          | 33                  | 21,738                |                        | Слокощица        | 1437                | 15,043                |                                 |
| Долно Уйно          | 11                  | 10,748                |                        | Соволяно         | 585                 | 15,067                |                                 |
| Драговищица         | 446                 | 43,524                |                        | Стенско          | 124                 | 6,698                 |                                 |
| Жабокрът            | 595                 | 3,735                 |                        | Таваличево       | 269                 | 25,262                |                                 |
| Жеравино            | 1                   | 6,079                 |                        | Търновлаг        | 91                  | 2,878                 |                                 |
| Жиленци             | 896                 | 25,797                | Жилинци                | Търсино          | 11                  | 4,372                 |                                 |
| Ивановци            | 1                   | 14,843                |                        | Церовица         | 12                  | 9,899                 |                                 |
| Каменичка Скакавица | 46                  | 25,070                | Каменишка Скакавица    | Црешново         | 3                   | 4,959                 |                                 |
| Катрище             | 100                 | 12,054                |                        | Цървена ябълка   | 2                   | 23,293                |                                 |
| Коняво              | 740                 | 13,102                |                        | Цървендол        | -                   | 4,196                 | Цървени дол                     |
| Копиловци           | 550                 | 3,454                 |                        | Цървеняно        | 31                  | 29,678                |                                 |
| Коприва             | 1                   | 9,471                 |                        | Чудинци          | 3                   | 9,698                 |                                 |
| Кутугерци           | 6                   | 12,228                |                        | Шипочано         | 70                  | 7,283                 |                                 |
| Кършалево           | 5                   | 6,464                 | Кръшалево              | Шишковци         | 399                 | 7,749                 |                                 |
| Кюстендил           | 35888               | 18,720                |                        | Ябълково         | 820                 | 2,578                 |                                 |
|                     |                     |                       |                        | ОБЩО             | 49080               | 979,915               | няма населени места без землища |

## Административно-териториални промени
- след Освобождението 1878 г. – с. Турско село е преименувано на с. Бистрица от населението без административен акт;
- МЗ № 2820/обн. 14.08.1934 г. – преименува с. Ат кория на с. Савойски;
- МЗ № 1640/обн. 20.06.1939 г. – заличава с. Колуша и го присъединява като квартал на гр. Кюстендил;
- МЗ № 716/обн. 21.05.1945 г. – признава н.м. Пиперков чифлик (от с. Слокощица) за отделно населено място – с. Пиперков чифлик;
- МЗ № 2350/обн. 27.10.1945 г. – признава н.м. Кошарите (от с. Жабокрът) за отделно населено място – с. Ябълково;
- Указ № 949/обн. 08.12.1949 г. – преименува с. Вратца (Вратица, Враца) на с. Мирово;
- през 1946 г. – осъвременено е името на с. Кръшалево на с. Кършалево без административен акт;
- между 1946 и 1956 г. – заличени са селата Ресен и Рибарци без административен акт поради изселване;
- Указ № 21/обн. 27 януари 1953 г. – заличава с. Въртешево и го присъединява като квартал на с. Грамаждано;
- указ № 317/обн. 13.12.1955 г. – заличава с. Гирчевци и го присъединява като квартал на с. Жабокрът;
- Указ № 148/обн. 29.05.1956 г. – отделя кв. Гирчевци от с. Жабокрът и го признава за отделно населено място – с. Гирчевци;

– обединява селата Перивол и Ямборано в едно населено място – с. Драговищица;
– признава н.м. Щърбец (от с. Горановци) за отделно населено място – м. Щърбец;
- Указ № 582/обн. 29.12.1959 г. – заличава с. Бистрица и го присъединява като квартал на с. Долно село;
- Указ № 960/обн. 4 януари 1966 г. – уточнява името на с. Дъждевица на с. Дождевица;

– осъвременява името на с. Жилинци на с. Жиленци;
– уточнява името на с. Каменишка Скакавица (Скакавица-каменишка) на с. Каменичка Скакавица;
– уточнява името на с. Ранинци на с. Раненци;
– уточнява емето на с. Ръжинци на с. Режинци;
– уточнява името на с. Цървени дол на с. Цървендол;
- Указ № 1840/обн. 24.11.1970 г. – заличава с. Николичевци и го присъединява като квартал на с. Скриняно;
- Указ № 757/обн. 08.05.1971 г. – заличава с. Жедилово поради изселване;

– заличава м. Долна Брестница и я присъединява като квартал на с. Жиленци;
– заличава м. Щърбец и я присъединява като квартал на с. Ломница;
- Указ № 1580/обн. 26.05.1987 г. – отделя кв. Въртешево от с. Грамаждано и го присъединява като квартал на гр. Кюстендил;
- Указ № 3005/обн. 09.10.1987 г. – закрива община Гърляно и община Драговищица и заедно с включените в състава им населени места ги присъединява към община Кюстендил;
- Указ № 2153/обн. 13.10.1989 г. – уточнява името на с. Ръждавица на с. Раждавица;
- Указ № 250/обн. 22.08.1991 г. – отделя кв. Николичевци от с. Скриняно и го признава за отделно населено място – с. Николичевци;
- Указ № 13/обн. 29 януари 1993 г. – възстановява старото име на с. Мирово на с. Вратца.

## Транспорт
През територията на община Кюстендил преминава последният участък от 59,4 km от трасето на жп линията София – Кюстендил – Гюешево.
През общината преминават изцяла или частично 14 пътя от Републиканската пътна мрежа на България с обща дължина 215,8 km:
- началният участък от 42,3 km от Републикански път I-6 (от km 0 до km 42,3);
- началният участък от 10,4 km от Републикански път II-62 (от km 0 до km 10,4);
- целият участък от 27,9 km от Републикански път III-601;
- началният участък от 11,5 km от Републикански път III-602 (от km 0 до km 11,5);
- последният участък от 7,3 km от Републикански път III-621 (от km 1,4 до km 8,7);
- последният участък от 10,7 km от Републикански път III-637 (от km 57,5 до km 68,2);
- целият участък от 19,7 km от Републикански път III-6001;
- целият участък от 15 km от Републикански път III-6003;
- целият участък от 15 km от Републикански път III-6005;
- началният участък от 6,9 km от Републикански път III-6012 (от km 0 до km 6,9);
- целият участък от 20,7 km от Републикански път III-6202;
- целият участък от 8 km от Републикански път III-6203;
- последният участък от 6,7 km от Републикански път III-6222 (от km 19,5 до km 26,2);
- последният участък от 13,7 km от Републикански път III-6224 (от km 33,6 до km 47,3).

## Топографска карта
- Лист от карта K-34-57. Мащаб: 1 : 100 000.
- Лист от карта K-34-58. Мащаб: 1 : 100 000.
- Лист от карта K-34-69. Мащаб: 1 : 100 000.
- Лист от карта K-34-70. Мащаб: 1 : 100 000.